# 张雁彬
张雁彬（1963年12月—），男，汉族，内蒙古土默特右旗人，中华人民共和国政治人物。现任中国文学艺术界联合会党组成员、主席团委员、书记处书记。